# Шеулешть
Шеулешть, Шеулешті (рум. Șăulești) — село у повіті Хунедоара в Румунії. Адміністративно підпорядковане місту Сімерія.
Село розташоване на відстані 290 км на північний захід від Бухареста, 6 км на схід від Деви, 111 км на південний захід від Клуж-Напоки, 136 км на схід від Тімішоари.

## Населення
За даними перепису населення 2002 року у селі проживали 316 осіб.
Національний склад населення села:
| Національність | Кількість осіб | Відсоток |
| -------------- | -------------- | -------- |
| румуни         | 303            | 95,9%    |
| угорці         | 9              | 2,8%     |

Рідною мовою назвали:
| Мова      | Кількість осіб | Відсоток |
| --------- | -------------- | -------- |
| румунська | 310            | 98,1%    |
| угорська  | 5              | 1,6%     |